# Gabriela Danielewicz
Gabriela Renata Danielewicz (ur. 25 maja 1939 w Gdańsku) − dziennikarka, pisarka, dokumentalistka dziejów gdańskich Polaków.

## Życiorys
Córka Stanisława Danielewicza, dyplomaty, pracownika Konsulatu Generalnego II Rzeczypospolitej w Wolnym Mieście Gdańsku.
Podczas II wojny światowej mieszkała wraz z rodzicami w Nowym Sączu, rodzinnym mieście matki.
Po wojnie rozpoczęła edukację w szkole im. Urszuli Kochanowskiej w Nowym Sączu. W roku 1945 znalazła się ponownie w Gdańsku. W latach 1955–1960, po ukończeniu II Liceum Ogólnokształcącego we Wrzeszczu, studiowała historię i socjologię na Uniwersytecie Adama Mickiewicza w Poznaniu. W roku 1968 ukończyła podyplomowe studia dziennikarskie i historyczne w Warszawie, a w roku 1974 bibliotekoznawstwo na Uniwersytecie Gdańskim.
W roku 1961 podjęła pracę w „Dzienniku Bałtyckim”. W latach 1961–1963 pracowała w Dziale Informacji Naukowej CBKO, w latach 1965–1969 w gdańskim „Miastoprojekcie”, w latach 1969–1985 jako kierownik biblioteki naukowej w Instytucie Morskim, w latach 1985–1989 w Instytucie Nauk Społecznych Politechniki Gdańskiej. Jednocześnie uprawiała dziennikarstwo, promując postacie zasłużonych gdańszczan i Pomorzan na łamach „Dziennika Bałtyckiego”, „Głosu Wybrzeża”, „Życia Literackiego”, „Stolicy”, „Rodziny”, a także w pismach regionalnych jak „Pomorze”, „Zorza”, „Gwiazda Morza”, „Tygodnik Sopot” i „Gazeta Miasta Sopotu”.
Od przejścia w roku 1988 na emeryturę poświęciła się pisarstwu. Opublikowała blisko 600 artykułów popularnonaukowych i audycji radiowych, wydała dziewiętnaście książek dotyczących Gdańska i Sopotu. Pierwszą, „Polki w Wolnym Mieście Gdańsku” (1985), napisała wspólnie z Marią Koprowską i Mirosławą Walicką; następne już samodzielnie, m.in.:
- „Opowieści o dawnych gdańszczanach” (1994)
- „Tajemnice sopockiego lata” (1994)
- „W kręgu Polonii gdańskiej” (1996)
- „Pod dachami gdańskich kamieniczek” (1999)
- „Pamięci powojennego Gdańska-Wrzeszcza” (2009)
- „Wrzeszcz, co odszedł w przeszłość” (2010)

Mieszka we Wrzeszczu.

## Nagrody i odznaczenia
- 2002 – Nagroda Prezydenta Miasta Gdańska w Dziedzinie Kultury za całokształt pracy twórczej[3]
- 2007 – Medal Księcia Mściwoja II[4][5]
- 2009 – Nagroda Prezydenta Miasta Gdańska w Dziedzinie Kultury za popularyzację dziejów Pomorza i Gdańsk, dla uczczenia jubileuszu 70. rocznicy urodzin[3]
- 2012 – Tarcza Herbowa „Zasłużony dla Miasta Nowego Sącza”[6][7]
- 2013 – Nagroda specjalna Ministra Kultury i Dziedzictwa Narodowego[8]
- 2018 – Nagroda Prezydenta Miasta Gdańska w Dziedzinie Kultury za całokształt pracy twórczej oraz z okazji 80. urodzin[3]
- 2021 – Odznaka honorowa „Zasłużony dla Kultury Polskiej”[8]
- 2023 – Nagroda Prezydenta Miasta Gdańska w Dziedzinie Kultury za całokształt pracy twórczej[3]